# Emil Juracka
Emil Juracka (* 11. Juni 1912 in Wien; † 21. Februar 1944 in Mahiljou, Deutsches Reich, heute Belarus) war ein österreichischer Feldhandballspieler.

## Biografie
Juracka gehörte bei den Olympischen Sommerspielen 1936 in Berlin der österreichischen Handballauswahl an, die im Feldhandball die Silbermedaille gewann.
Er absolvierte drei Spiele, unter anderem das Finale. Am  21. Februar 1944 starb Emil Juracka im Alter von 31 Jahren in Mahiljou, Deutsches Reich, (heute Belarus).